# Cirkusmuseet
Cirkusmuseet i Hvidovre er blandt Europas største cirkus- og artistmuseer[kilde mangler] med en samling på over 100.000 forskellige museumsnumre. Museet bygger på samleren og jongløren Ølund Barlys fantastiske cirkussamling, men i løbet af årene er der kommet flere genstande og arkivalier til blandt andet fra den verdenskendte illusionist Truxa. 
Museet åbnede i 2001 i den gamle kommandantbygning i Avedørelejren. Det skete efter en stor indsats fra foreningen Barlys Venner, der efter at Københavns Amt havde påbegyndt registreringsarbejdet af samlingen i 1992, ledte med lys og lygte efter et sted at udstille samlingen. Chancen bød sig da Hvidovre Kommune i 1999 købte Avedørelejren med ønsket om at skabe en attraktiv bydel, hvor funktionerne blev blandet. Her skulle både være kultur, turisme, erhverv og boliger. Kommunen manglede den attraktion, der kunne tilbyde kultur og tiltrække turister og på den måde blev Barlys samling og Hvidovre Kommune smedet sammen. Museet er siden 2004 helt og holdent blevet drevet af Hvidovre Kommune.
I dag tilbyder museet udover en fascinerende udstilling også masser af cirkusaktiviteter. Avedørelejrens gamle Fægtesal er med tilskud fra Realdania og Arbejdsmarkedets Feriefond således blevet ombygget udelukkende til cirkusformål. Her kan firmaer, skoler, børn og børnefamilier selv prøve kræfter med artisteriet i en professionel ramme og i ferierne fremvises den ægte cirkuskunst af forskellige artister.
Museet er i dag en del af Forstadsmuseet, som er det lokalhistoriske museum for Brøndby og Hvidovre.